# Marcel Avdić
Marcel Avdić (* 28. Februar 1991 in Stuttgart) ist ein deutsch-bosnisch-herzegowinischer Fußballspieler. Sein Vater ist Bosnier, seine Mutter ist Deutsche.

## Karriere
Seine Eltern meldeten ihn im März 1998 beim TSV Mühlhausen, einem kleinen Verein in Stuttgart, an. Er wechselte 2004 in die Jugendabteilung der Stuttgarter Kickers und 2008 in die U-19 des Karlsruher SC. Nach zwei Spielzeiten in der A-Junioren-Bundesliga für den KSC wurde er zur Saison 2009/10 vom Drittligisten SpVgg Unterhaching für die erste Mannschaft verpflichtet. Sein Debüt als Profi hatte Avdić, als er am 1. Spieltag gegen den SV Wehen Wiesbaden kurz vor Schluss eingewechselt wurde. Im Sommer 2012 wechselte er innerhalb der Liga zu Kickers Offenbach. Nach einem Jahr und dem Zwangsabstieg der Offenbacher war Avdić ab Sommer 2013 vereinslos. Im Januar 2014 verpflichtete ihn der Regionalligist SV Waldhof Mannheim. Nach einem guten halben Jahr beim rumänischen Erstligisten Otelul Galati war Avdić zunächst vereinslos, ehe er sich dem Bezirksligisten Nafi Stuttgart in seiner Heimatstadt anschloss. Am 2. Dezember 2016 unterschrieb er einen Vertrag beim hessischen Regionalligisten Teutonia Watzenborn-Steinberg. Nachdem Avdić mit Teutonia Watzenborn-Steinberg aus der Regionalliga Südwest abgestiegen war, schloss er sich für ein Jahr dem SSV Reutlingen in der Oberliga Baden-Württemberg an. Nach zwei Jahren ging er nach Göppingen und spielte ab 2020 schließlich für Türkspor Stuttgart. Nach einer Saison in Schorndorf wurde er zur Saison 2024/25 spielender Co-Trainer bei SpVgg 1897 Cannstatt.
Marcel Avdić hat mehrere internationale Spiele für verschiedene bosnisch-herzegowinische Jugendnationalmannschaften bestritten.